# Правове становище гомеопатії
Правове становище гомеопатії в окремих країнах світу.

## Європа
- Європейський Союз — правовий статус гомеопатичних препаратів для людей і тварин регулюється в усіх країнах ЄС двома директивами Європейського Союзу від 1 січня 1994 року, при цьому кожна держава-член має право вирішувати обмежити медичну практику кваліфікованими університетськими лікарями[1] :
  - Австрія — професійні лікарі можуть використовувати гомеопатичні препарати для лікування пацієнтів на власний ризик; в Австрії є одна академія холістичної медицини, а гомеопатичні консультації надаються в 5 алопатичних лікарнях у Відні та одній у Клагенфурті-на-Вертерзеє ; післядипломне трирічне гомеопатичне навчання для лікарів, визнаних Медичним товариством Австрії ; гомеопатичні препарати, як правило, відшкодовуються.
  - Бельгія — гомеопатичні препарати призначають переважно сімейні лікарі (1 з 4 використовує альтернативні методи лікування у своїй практиці) та фізіотерапевти ; також можуть призначатися зареєстрованими нелікарськими терапевтами за умови дотримання вимог законодавства; гомеопатія не викладається в медичних школах; кафедра гомеопатії пропонує курси підвищення кваліфікації лікарів, хірургів, стоматологів, фармацевтів та ветеринарів; часткове або без повернення залежно від страхової компанії.
  - Данія — сертифіковані лікарі не мають законних обмежень у виборі терапії для пацієнта.
  - Франція — з 6,2 % лікарів, які використовують у своїй практиці хоча б одну альтернативну терапію, 20 % призначають гомеопатичні препарати (дані 1993 р.); дозволено викладання нетрадиційної медицини лікарям; офіційно визнається тільки диплом з гомеопатії, виданий кафедрою природної медицини Університету Бобіньї; Компанії соціального страхування відшкодовують гомеопатичні препарати, якщо вони були призначені сертифікованим лікарем.
  - Іспанія — багато університетів пропонують гомеопатичні курси для лікарів; дві державні лікарні пропонують пацієнтам гомеопатичне лікування; ліки не відшкодовуються державною страховою компанією.
  - Нідерланди — згідно з опитуванням громадської думки, 80 % голландців виступають за свободу вибору форми лікування та за визнання альтернативних методів лікування органами компенсації, з яких 60 % респондентів погоджуються на збільшення бонусів для покриття ці додаткові витрати; консультація гомеопата або зареєстрованого нелікаря-гомеопата та призначені гомеопатичні препарати відшкодовуються до визначеної максимальної суми на рік.
  - Люксембург — лікування, діагностику та профілактику захворювань можуть проводити тільки професійні лікарі; медичний факультет, на відміну від депутатів, неприхильно ставиться до практики альтернативної медицини; гомеопатія відшкодовується максимум до 80 % витрат як єдиний метод альтернативного лікування.
  - Латвія — гомеопатією в основному займаються лікарі університетів; гомеопатія має такий же статус клінічної спеціальності, як і інші алопатичні медичні спеціальності; відшкодовуються витрати на гомеопатичне лікування, призначене дипломованим лікарем.
  - Німеччина — усі ліцензовані лікарі та зареєстровані нелікарі (Heilpraktiker) можуть використовувати альтернативні методи лікування пацієнтів; приблизно 3/4 практикуючих лікарів використовують альтернативні форми лікування пацієнтів; звання «лікар-гомеопат» є законодавчо захищеним і може бути присвоєно після завершення 3-річної програми навчання; гомеопатичні дослідження пропонують медичні факультети в Берліні, Дюссельдорфі, Ганновері, Гейдельберзі та Фрайберзі; Гомеопатичні препарати зазвичай відшкодовуються, якщо відповідають певним критеріям.
  - Польща — гомеопатичні препарати комерційно доступні як «гомеопатичні лікарські засоби» [2] . Вони повинні бути виготовлені відповідно до Європейської фармакопеї або інших офіційно визнаних фармакопей [2] . Вони не вимагають підтвердження їх терапевтичної ефективності [3] і не підпадають під процедуру реєстрації лікарських засобів, що застосовується до справжніх лікарських засобів [4] . Цей правовий статус викликає застереження Вищої медичної ради, висловлені в кількох висновках, опублікованих у 21 столітті[5] Президія Національної медичної ради вважає те, що Закон називає гомеопатичні препарати «лікарськими засобами» введенням пацієнта в оману, і закликає лікарів і стоматологів не використовувати гомеопатичні методи[5], вважаючи їх нікчемними[5] і порушуючи принципи медична етика[6] .
  - Швеція — гомеопатичні препарати легалізовані.
  - Угорщина — лише сертифіковані лікарі можуть використовувати гомеопатичні препарати для пацієнтів; у 1977 році гомеопатія була визнана урядом як медична терапія, але офіційного навчального плану чи програми іспитів не було створено.
  - Велика Британія — гомеопатія була визнана урядом у 1950 році в Законі про факультет гомеопатії . У 2018 році британський еквівалент Національного фонду охорони здоров'я припинив фінансування госпіталізованого лікування гомеопатичними препаратами[7][8][9] ; в аптеках є гомеопатичні препарати; соціальне забезпечення не відшкодовує витрати на гомеопатичне «лікування»; деякі приватні страхові компанії покривають вартість гомеопатичного лікування, призначеного сертифікованим лікарем.
  - Італія — 5,25 % населення використовує гомеопатичні препарати; лише зареєстровані лікарі-алопати можуть займатися альтернативною медициною; викладання альтернативних методів лікування на академічному рівні офіційно не визнано; реєстрація та продаж гомеопатичних препаратів регулюються Законом від 17 березня 1995 р.; Можливе повернення залежить від регіону.

- Інші країни Європи :
  - Росія — використання гомеопатії в лікарнях і клініках дозволено з 1995 року; гомеопатія була визнана післядипломною спеціалізацією для лікарів у Російській медичній академії[1] . У 2017 році Комісія по боротьбі з лженаукою і фальсифікацією наукових досліджень РАН визнала гомеопатію лженаукою і запропонувала ввести вимогу інформувати на упаковці про те, що дані препарати не мають підтвердженого лікувального ефекту[10] .
  - Швейцарія — будь-яка особа, якій законно дозволено надавати медичну допомогу, може пропонувати гомеопатичне лікування відповідно до стандартів належної медичної практики ; з 1998 року гомеопатія визнана спеціальною медичною спеціальністю; з 2000 року лікарі університетів можуть обирати гомеопатію як спеціалізацію; ліки відшкодовуються частково[1] .
  - Україна — гомеопатичні препарати визнані МОЗ; ліки не відшкодовуються[1] .

## Північна Америка
- Канада — гомеопатична освіта доступна лише в приватних школах; правова ситуація залежить від провінції, наприклад, у Квебеку гомеопатія не визнається як медична професія, в Онтаріо звання гомеопата зарезервовано для випускників коледжу гомеопатів Онтаріо, у Манітобі медичне законодавство визнає її використання звичайними лікарями.
- Мексика — з 1996 року гомеопатія була визнана медичною спеціальністю та регулюється законом.
- США — гомеопатичні препарати схвалені Управлінням з контролю за якістю харчових продуктів і медикаментів (FDA), а їх виробництво здійснюється відповідно до чітко визначених стандартів[11]. З 1988 року на упаковці гомеопатичних препаратів має бути вказано, що надана інформація не підтверджена FDA. У 2016 році введено обов'язок інформувати, що ці препарати не мають доведеної терапевтичної дії[12]. У звіті, опублікованому в 1996 році, Американська медична асоціація (AMA) стверджує, що більшість гомеопатичних засобів не є шкідливими, але їх терапевтична ефективність не спостерігалася[13]. AMA дозволяє використання таких речовин за умови, що це не суперечить іншим рекомендаціям, а у випадку введення ліків, рекомендаціям FDA, наприклад, не давати дітям алкоголь у будь-якій формі.[14]

## Азія[1]
- Індія — гомеопатія є невід'ємною частиною національної системи охорони здоров'я; існують державні центри лікування традиційною індійською медициною та гомеопатією, але є труднощі з поєднанням традиційного та гомеопатичного лікування із західною медициною в алопатичних лікарнях; спеціальні державні органи здійснюють нагляд за освітою та рівнем гомеопатичних послуг і якістю ліків; Національний інститут гомеопатії, заснований у Калькутті в 1975 році, пропонує ступінь бакалавра та доктора медицини з гомеопатії; традиційне лікування відшкодовується застрахованим особам (практично застрахованими є лише державні службовці та кілька людей, які не належать до цієї групи).
- Японія[15] — гомеопатія повільно стає все більш відомою японцям; у 2000 році була створена Асоціація гомеопатії японських лікарів (JPSH), яка об'єднує 176 лікарів, 61 ветеринара, 25 стоматологів і 14 фармацевтів; у 2001 році започатковано 3-річні курси підготовки лікарів; гомеопатичні препарати не віднесені МОЗ до лікарських засобів; відсутність правового регулювання; гомеопатична терапія та препарати не відшкодовуються страховою компанією; Асоціація докладає зусиль, щоб гомеопатія була офіційно визнана терапевтичним методом.
- Пакистан — гомеопатія широко використовується, прийнята та включена до національної системи охорони здоров'я; Закон 1965 року запровадив звання доктора гомеопатії, яке зарезервовано для зареєстрованих гомеопатів; викладання гомеопатії можуть проводити тільки офіційні установи, а 4-річний курс закінчується кваліфікаційним іспитом; спеціальний орган контролює рівень освіти та дотримання реєстраційних вимог гомеопатів; З клініками та лікарнями співпрацюють 76 гомеопатичних відділень.
- Шрі-Ланка — визнана медичною терапією в 1970 році, а з 1979 року підпадає під дію правових норм і опіки ради, що діє при Міністерстві охорони здоров'я.

## Південна Америка[1]
Аргентина — лише сертифіковані лікарі можуть легально займатися гомеопатією; приблизно 3000 лікарів і 500 фармацевтів професійно займаються гомеопатією.
Еквадор — гомеопатія була визнана урядом як терапевтичний метод у 1983 році, у 1988 році медична федерація почала визнавати гомеопатію як медичну спеціалізацію.
Бразилія — гомеопатія була офіційно визнана та включена до національної системи охорони здоров'я у 1988 році; Для отримання лікарем гомеопатичної спеціалізації необхідно пройти 1200-годинний теоретичний і практичний курс; Приблизно 12 000 лікарів і 200 ветеринарів-гомеопатів практикують гомеопатію.
Венесуела — Сертифіковані лікарі можуть займатися гомеопатією лише після закінчення аспірантури, спеціалізованого гомеопатичного навчання.

## Центральна Америка[1]
- Куба — у 1992 році гомеопатія була визнана Міністерством охорони здоров'я; все більше лікарів використовують гомеопатичні препарати; аптеки, що пропонують гомеопатичні препарати, є по всій країні; Медичні та фармацевтичні школи пропонують гомеопатичні курси для початківців і просунутих студентів.
- Нікарагуа — університети підтримують легалізацію гомеопатії та приймають її використання лікарями.

## Австралія[16][17]
Гомеопатія прийшла на цей континент з першими білими поселенцями приблизно в 1840 році; З 1999 року професійні гомеопати були зареєстровані в незалежному національному реєстрі, який контролюється, серед інших, Федеральний уряд; Зареєстровані гомеопати відповідають освітнім вимогам, викладеним у державному акті HLT07, і визнаються більшістю основних схем медичного страхування.

## Нова Зеландія[1][18]
Визнаний урядом; практика гомеопатії регулюється загальним правом, за прикладом Великобританії. Рада гомеопатів Нової Зеландії налічує приблизно 150 членів, включаючи лікарів-практиків і ветеринарів; чотири аптеки виробляють гомеопатичні препарати, наявні в інших аптеках.

## Виноски
1. 1 2 3 4 5 6 7 8  Legal Status of Traditional Medicine and Complementary/Alternative Medicine: A Worldwide Review (PDF) (англ.), 2001
2. 1 2  Dz.U. poz. 2301, 2022, Art. 2, pkt. 29.
3. ↑  Dz.U. poz. 2301, 2022, Art. 21, ust. 7.
4. ↑  Dz.U. poz. 2301, 2022, Art. 21, ust. 7b.
5. 1 2 3  Stanowisko nr 18/23/P-IX Prezydium Naczelnej Rady Lekarskiej z dnia 30 marca 2023 r. w sprawie stosowania homeopatii i pokrewnych metod przez lekarzy i lekarzy dentystów oraz organizowania szkoleń w tych dziedzinach (PDF), 2023
6. ↑  Stanowisko w sprawie stosowania homeopatii – spór formalnie zakończony na korzyść NRL, 18 серпня 2017
7. ↑  Koniec pieniędzy podatnika na medyczne ściemy. Nie będą dłużej finansować homeopatii, INNPoland.pl (пол.)
8. ↑  , James Gallagher, "NHS homeopathy ending in London"
9. ↑  Homeopathy (брит.)
10. ↑  Rosyjska Akademia Nauk: Farmaceuci powinni zaprzestać doradzania pacjentom leków homeopatycznych. mgr.farm. 15 лютого 2017.
11. ↑  Legal Status of Traditional Medicine and Complementary/Alternative Medicine: A Worldwide Review (PDF) (англ.). Światowa Organizacja Zdrowia. 2001. Процитовано 28 листопада 2023.
12. ↑  Amerykanie dowiedzą się, że homeopatia nie działa. mgr.farm. 29 листопада 2016. Процитовано 14 березня 2018.
13. ↑  Raport AMA na temat niekonwencjonalnych metod leczenia
14. ↑  Stehlin I., Homeopathy: Real Medicine or Empty Promises, dostępne w Internecie, dostęp 2007-05-22, 12:05
15. ↑  Liga.iwmh.net. liga.iwmh.net. Архів оригіналу за 9 березня 2012. Процитовано 28 листопада 2023. Ronko Itamura, M.D.,Ph. D., MFHom History of Homeopathy in Japan (англ.)
16. ↑  Homeopathyoz.org (PDF). homeopathyoz.org. Архів оригіналу (PDF) за 13 вересня 2009. Процитовано 28 листопада 2023. Barbara Armstrong A history of homeopathy in Australia (англ.)
17. ↑  Betterhealth.vic.gov.au. betterhealth.vic.gov.au. Архів оригіналу за 17 травня 2010. Процитовано 28 листопада 2023. Health and medical information for consumers, quality assured by the Victorian government (Australia) — Homeopathy (англ.)
18. ↑  Homeopathy.co.nz[недоступне посилання] Homeopathy in New Zeland (англ.)